# Лойя-джирга
Лойя-джирга (пушту لويه جرګه‎ — «большой совет») — всеафганский совет старейшин (представителей), нерегулярно избираемый от этно-племенных групп для решения кризисных ситуаций (например, избрание главы государства). Аналог русского Земского собора. Последняя Лойя-джирга (председатель Абдулла Абдулла) созывалась в августе 2020 года для того, чтобы решить судьбу 400 талибов, обвиняемых в тяжких преступлениях, которые должны были быть отпущены на свободу в рамках мирного процесса.

## История
- 1411 год — первая известная Лойя-джирга созвана для решения вопроса о миграции группы пуштунских племен из Кандагара в Пешавар.
- 1747 год — Лойя-джирга избирает в Кандагаре короля Ахмад-шах Дуррани.